# Heart Strings
«Heart Strings» ((«Струни серця»); первинна назва — «Heart & Soul — 13 Rock Classics») — тринадцятий студійний альбом валлійської співачки Бонні Тайлер, вперше випущений у Скандинавії під назвою «Heart & Soul» 28 жовтня 2002 року данським лейблом «CMC». Масовий європейський реліз альбому відбувся 18 березня 2003 року. До альбому увійшли тринадцять кавер-версій, записаних за участю Празького філармонічного оркестру та гурту Тайлер.

## Передумови
EMI запропонували Тайлер одноразову угоду на запис альбому кавер-версій за участю Празького філармонічного оркестру та її концертного гурту, до складу якого входили Джон Янг, Алан Дарбі, Метт Прайор, Томас Ланг, Джон Тонкс та Ед Пул. Тайлер вибрав для запису тринадцять пісень, більшість з яких спочатку виконували артисти-чоловіки. Тайлер думала про те, щоб записати пісні деяких своїх улюблених співачок, зокрема Дженіс Джоплін і Тіни Тернер, але вирішила, що не зможе перевершити їхні інтерпретації.
У буклеті альбому є посилання на Артура Фуфкіна — вигаданого персонажа Арті Фуфкіна з мок'юментарі 1984 року «This Is Spinal Tap».

## Запис
Альбом записувався між червнем і вереснем 2002 року. Тайлер почала створення альбому із запису вокалу під акомпанемент акустичної гітари. Надалі, протягом тижня, на студіях «Barrandov Studio» та «Smecky Music Studios» (Прага, Чехія), відбувався запис оркестру. Потім Тайлер повернулася до Великої Британії, щоб записати додаткові вокальні партії зі своїм гуртом на студіях «Ridge Farm», «Engine Room», «Startrack Studios» і «Darby Studios». На середині процесу запису перший продюсер покинув проект, і до справи долучилися менеджер Тайлер Девід Аспден і гітарист Метт Прайор.

## Музика
«Heart Strings» — це альбом кавер-версій, що поєднує в собі оркестрові та рок-інструменти. В альбомі також простежується вплив госпелу та блюзу в таких композиціях, як «Lean on Me» і «Need Your Love So Bad».

## Передумови
Рекламна фото- та відеозйомка до альбому проходила в Thingbæk Kalkminer, старій вапняковій шахті, перетвореній на музей, що розташована неподалік Скерпінгу, Данія. У квітні-травні 2003 року для просування альбому Тайлер вирушила у 9-денний тур Німеччиною. У червні того року Тайлер виступила із хедлайном на фестивалі «Donauinselfest» у Відні, Австрія. Також вона рекламувала альбом на різних європейських телеканалах, включаючи ARD, ZDF, Sat.1, RTL, TF1 та TV4.
Пісня «Amazed» вийшла як єдиний сингл альбому 2002 року. Пісні «Against All Odds (Take a Look at Me Now)» і «Learning to Fly» вийшли як промо-сингли в 2002 і 2003 роках відповідно.
Спочатку альбом був випущений датським лейблом «CMC» у Скандинавії під назвою «Heart and Soul — 13 Rock Classics» 28 жовтня 2002 року. Ширший реліз альбому під назвою «Heart Strings» відбувся 18 березня 2003 року.

## Трек-лист
| #     | Назва                                                                                 | Автор                                          | Тривалість |
| ----- | ------------------------------------------------------------------------------------- | ---------------------------------------------- | ---------- |
| 1.    | «Human Touch» (кавер-версія, Брюс Спрінгстін)                                         | Брюс Спрінгстін                                | 4:32       |
| 2.    | «Everybody Hurts» (кавер-версія, «R.E.M.»)                                            | Білл Беррі, Пітер Бак, Майк Міллз, Майкл Стайп | 5:53       |
| 3.    | «Amazed» (кавер-версія, «Lonestar»)                                                   | Марв Грін, Кріс Ліндсі, Еймі Майо              | 4:07       |
| 4.    | «Against All Odds (Take a Look at Me Now)» (кавер-версія, Філ Коллінз cover)          | Філ Коллінз                                    | 4:08       |
| 5.    | «And I Am Telling You I'm Not Going» (кавер-версія, бродвейський мюзикл «Dreamgirls») | Том Айан, Генрі Крігер                         | 4:09       |
| 6.    | «Lean on Me» (кавер-версія, Білл Візерс)                                              | Білл Візерс                                    | 4:37       |
| 7.    | «In My Life» (кавер-версія, The Beatles)                                              | Джон Леннон, Пол Маккартні                     | 2:59       |
| 8.    | «Learning to Fly» (кавер-версія, Том Петті)                                           | Джефф Лінн, Том Петті                          | 3:57       |
| 9.    | «Right Here Waiting» (кавер-версія, Річард Маркс)                                     | Річард Маркс                                   | 4:14       |
| 10.   | «I Still Haven't Found What I'm Looking For» (кавер-версія, U2)                       | Боно, Едж, Адам Клейтон, Ларрі Маллен          | 4:14       |
| 11.   | «I Can't Make You Love Me» (кавер-версія, Бонні Рейтт)                                | Майк Рейд, Аллен Шемблін                       | 4:36       |
| 12.   | «Need Your Love So Bad» (кавер-версія, Літтл Віллі Джон)                              | Джон Мертіс                                    | 5:16       |
| 13.   | «It's Over» (кавер-версія, Рой Орбісон)                                               | Білл Діс, Рой Орбісон                          | 4:15       |
| 56:56 |                                                                                       |                                                |            |

## Чарти
| Чарт (2002—2003)                          | Позиція |
| ----------------------------------------- | ------- |
| Австрія Austrian Albums (Ö3 Austria)      | 32      |
| Франція French Albums (SNEP)              | 75      |
| Німеччина German Albums (Media Control)   | 41      |
| Норвегія Norwegian Albums (VG-lista)      | 29      |
| Іспанія Spanish Albums (AFYVE)            | 41      |
| Швеція Swedish Albums (Sverigetopplistan) | 34      |

## Персонал
| - Бонні Тайлер — вокал, скрипка - Девід Аспден — клавішні - Метт Прайор — клавішні, гітари, акустична гітара - Алан Дербі — гітари, ритм-гітара, акустична гітара, слайд-гітара, добро, аранжування (4) - Ед Пул — електричний бас, безладовий бас - Пол Тернер — електричний бас - Томас Ленг — ударні - Джон Тонкс — ударні - Томас Діані — перкусія - Джеймс Макнеллі — боран, тихий свисток - Празький філармонічний оркестр — оркестр - Нік Інгмен — аранжування (1, 3, 7, 8, 9) - Карл Дженкінс — аранжування (2, 5, 6, 12, 13), диригент, партитура (11) - Джон Янг — аранжування (4, 11) - Джеральд Макберні — аранжування (10) - Сем Браун — бек-вокал - Марго Б'юкенен — бек-вокал - Ріта Кемпбелл — бек-вокал - Клаудія Фонтейн — бек-вокал - Ейтч Макроббі — бек-вокал | - Девід Аспден — продюсер, інженер - Метт Прайор — продюсер, інженер, монтажер - Гелен Аткінсон — інженер - Алан Дербі — інженер - Ян Гольцнер — інженер - Річард «Дрід» Манн — інженер - Мортен Мунк — інженер, монтаж - Майкл Вольф — інженер - Філіп Аллен — помічник інженера - Нік Девіс — зведення - Сьорен Бундгаард — монтаж - Дейв Міган — монтаж - Тім Янг — мастеринг - Нільс Крог — фотографія - Стефан Кляйн — арт-робота |